# Allodialgods
Allodialgods (tysk: Allod) var hos germanerne, og senere i Det tysk-romerske Rige, gods som var personlig ejendom for lensindehavere, og som kunne gå i arv i slægten efter fri vilje. Der skete ofte arvedelinger af allodialgods.  Dette i modsætning til lensgods, som skulle gå udelt til den nærmeste ægtefødte mandlige slægtning.

## Hertugdømmet Braunschweig-Lüneburg
I 1180 afsatte kejser Frederik Barbarossa Henrik Løve som hertug af Sachsen og Bayern. Den østlige del af Sachsen blev givet til en søn af Albrekt Bjørnen, og den vestlige del (Westfalen) blev givet til ærkebispen af Köln (fyrstebispen). Mindre dele blev givet til andre fyrster og fyrstebisper.  
Henrik Løve's sønner og sønnesønner kæmpede for at få 'Allodialgodset' tilbage til slægten. I 1235 fik en sønnesøn (Otto Barnet) anerkendt 'Allodialgodset' som kernen i Hertugdømmet Braunschweig-Lüneburg. 
Gennem de følgende århundreder opstod, der mange små fyrstendømmer (delhertugdømmer) i området. Efterhånden, som sidelinjerne uddøde, blev de små fyrstendømmer samlede til større stater.
Omkring år 1700 blev de nordlige og midterste fyrstendømmer samlede i Kurfyrstedømmet Hannover (i personalunion med Storbritannien fra 1713). I 1814 skiftede landet navn til Kongeriget Hannover (i personalunion med Storbritannien indtil 1837). Kongeriget Hannover blev indlemmet i Preussen i 1867. 
De sydøstlige fyrstendømmer dannede basis for Hertugdømmet Braunschweig, der eksisterede fra 1814 til 1918. 

## Grevskabet Oldenborg
I praksis blev Grevskabet Oldenborg rigsumiddelbar ved afsættelsen af Henrik Løve i 1180. Formelt var Oldenborg dog underlagt en fyrstebisp i flere hundreder år.
I 1667 døde Anton Günther af Oldenborg, der var den sidste greve af den gamle slægt. I henhold til en traktat blev størstedelen (lensgodset) overdraget til de danske konger (formelt Christian 4., reelt Frederik 3.), der var grevens meget fjerne slægtninge. Mindre dele (allodialgodset) tilfaldt dog grev Anton von Aldenburg, der var Anton Günthers naturlige søn, og Magdalene, der var Anton Günthers søster. 

## Etymologi
«Allodial» kommer fra middelalderlatin allodium, som igen kommer af germansk al – «hel», og ot, «ejendom».